# Relations entre la France et le Turkménistan
Les relations entre la France et le Turkménistan ont débuté le 6 mars 1992. En 2022, sur le plan économique la France est le 11e fournisseur commercial du Turkménistan, et les grandes entreprises françaises y sont présentes, notamment Bouygues dans le secteur de la construction. Les échanges culturels se basent sur les activités de l'Institut Français du Turkménistan. Il y a environ 100 ressortissants français au Turkménistan et environ 200 ressortissants turkmènes en France.
Les deux pays sont tous les deux membres de l'OCDE et de l'ONU.

## Histoire des relations bilatérales

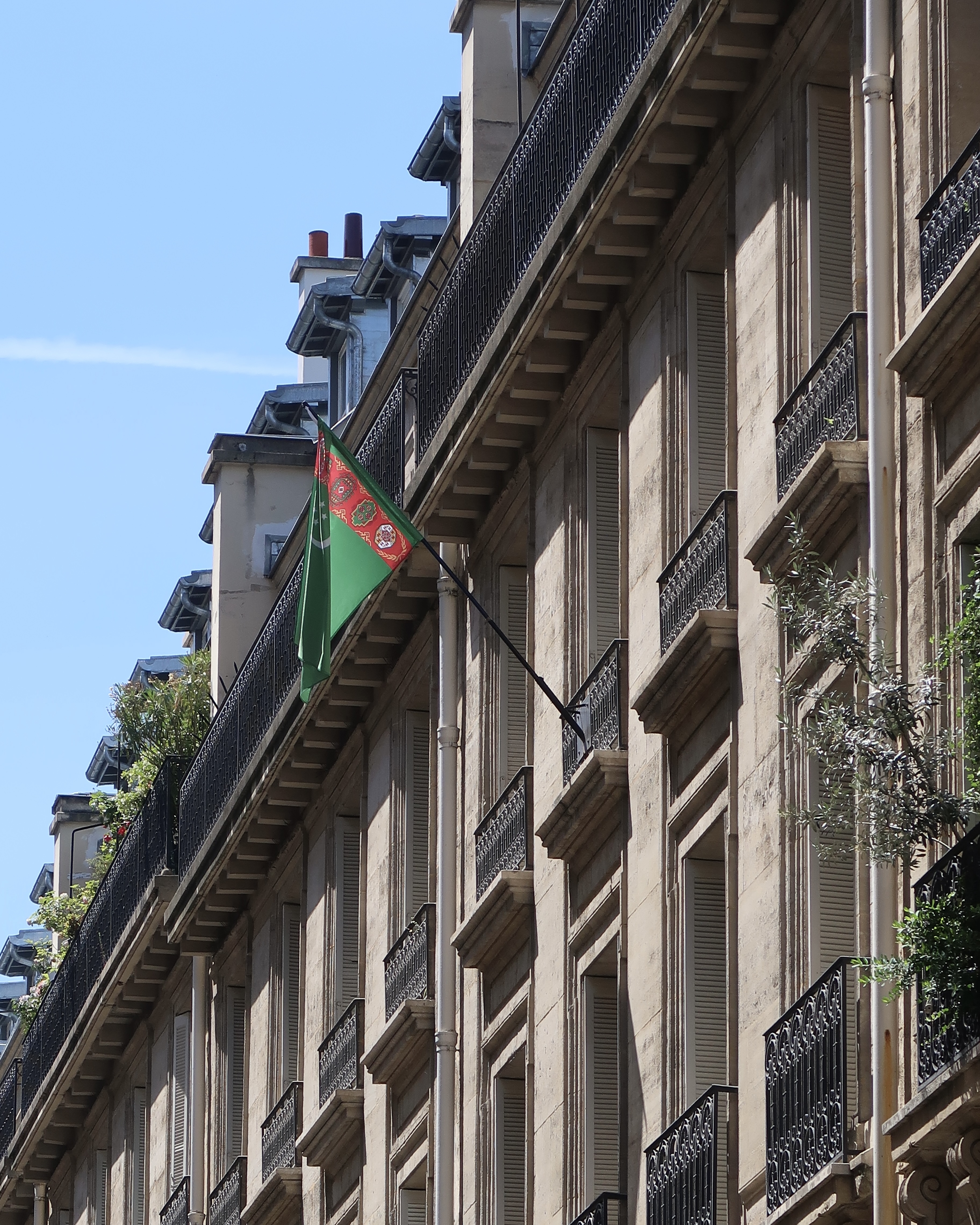
Ambassade du Turkménistan en France, 13 rue Picot, Paris.

Les relations bilatérales ont débuté le 6 mars 1992,, le Turkménistan étant devenu un pays indépendant le 27 octobre 1991 après la dislocation de l'URSS,.
Lors de la visite du président français François Mitterrand en avril 1994 à Ashgabat, il est décidé d'ouvrir une représentation française au Turkménistan. La représentation française est élevée au rang d'ambassade en 1997 ou 1999,,.
En 1995, la France a coparrainé la résolution de l'ONU reconnaissant la « neutralité permanente » du Turkménistan,.
Le président du Turkménistan, Saparmurat Niyazov, vient en visite en France 1996 et son successeur, Gurbanguly Berdimuhamedow, en 2010,.
Des réunions ont lieu entre le ministère des affaires étrangères français et turkmène (en) depuis 2011, et de manière annuelle depuis 2017,.
Selon les propos rapportés d'un diplomate français posté à Ashgabat, Bouygues constituerait une « ambassade séparée » et « d'un autre côté, l'ambassade de France ne s'engage pas sur les questions de liberté religieuse ou des droits de l'homme, pour ne pas compromettre [les contrats de] Bouygues »,,,.

### Ambassades
La France a une ambassade dans la capitale du Turkménistan, à Ashgabat, au 35 rue Esgerler.
Le Turkménistan dispose d'une ambassade en France, au 13 rue Picot, à Paris.

## Économie

### Un marché pour les grandes entreprises
La France est présent dans le secteur économique en Turkménistan. Cette présence est le fruit de grandes entreprises dans des secteurs diversifiées (machines industrielles, agricoles, produits chimiques et pharmaceutiques) mais elle est très forte dans le BTP avec les contrats publics accordés au Turkménistan à de grandes entreprises françaises, comme avec Bouygues qui a, par exemple, construit le Palais présidentiel d'Oguzhan en 1997, la Mosquée de Gypjak en 2004, le complexe présidentiel en 2011, le mausolée de Saparmurat Niyazov etc.,, ou Vinci depuis les années 2010 qui a construit le Palais du gouvernement à Achgabat achevé en 2014,,.
Thales Alenia Space construit au centre spatial cannois le premier satellite du Turkménistan : TurkmenAlem52E/MonacoSAT, lancé le 27 avril 2015 et à vendus des dispositifs de contrôle aérien.
Technip à construit des raffineries au Turkménistan.
Les intérêts des grandes entreprises françaises sont aussi porté par l'organisation du MEDEF International.
Il existe une Chambre de Commerce France-Turkménistan depuis novembre 2012,.

### Échanges commerciaux bilatéraux
De manière structurelle, le commerce entre la France et le Turkménistan est très excédentaire pour la France. La France est un fournisseur secondaire pour le Turkménistan, en 2022 c'était le 11ème fournisseur du Turkménistan et réciproquement le Turkménistan c'est un partenaire mineur pour la France, en 2014, année de record d'exportation pour la France vers le Turkménistan, représentait 0,042% des exportations totales de la France dans le monde.
| Année                              | 2001 | 2002 | 2003 | 2004 | 2005 | 2006 | 2007 | 2008 | 2009  | 2010  | 2011 | 2012  | 2013  | 2014  | 2015 | 2016 | 2017 | 2018 | 2019 | 2020 | 2021 |
| ---------------------------------- | ---- | ---- | ---- | ---- | ---- | ---- | ---- | ---- | ----- | ----- | ---- | ----- | ----- | ----- | ---- | ---- | ---- | ---- | ---- | ---- | ---- |
| Exportations (en millions d'euros) | 51,6 | 97,0 | 67,3 | 99,9 | 87,1 | 86,8 | 36,9 | 85,3 | 176,6 | 127,3 | 89,2 | 176,0 | 121,4 | 185,1 | 89,8 | 99,3 | 68,5 | 78,2 | 99,6 | 74,3 | 31   |
| Importations (en millions d'euros) | 17,0 | 11,3 | 0,8  | 4,0  | 16,4 | 43,3 | 3,7  | 41,7 | 29,6  | 4,0   | 5,0  | 21,0  | 3,0   | 25,0  | 3,0  | 31,9 | 4,4  | 3,8  | 3,6  | 3,8  | 7,3  |
| Solde (en millions d'euros)        | 34,6 | 85,7 | 66,5 | 95,9 | 70,7 | 43,5 | 33,1 | 43,5 | 147,0 | 123,3 | 84,4 | 154,7 | 118,9 | 159,7 | 86,9 | 67,4 | 64,1 | 74,4 | 96,0 | 70,5 | 23,7 |

En 2004, les exportations de la France vers le Turkménistan était de 99,9 millions d'euros et les importations de 4 millions d'euros. 
En 2004, les exportations sont composées principalement de ventes équipements mécaniques (41%) et les composants électroniques (20,6 %), les importations sont constituées principalement de produits agricoles (55,6%) et de combustibles (19,3%).
Avant la pandemie de Covid 19, les échanges entre la France et le Turkménistan était de l'ordre de 80 millions d'euros avec une solde excédentaire en faveur de la France.

## Culture
En 2003, un établissement français culturel s'est implanté à la capitale Ashgabat, nommé « Centre culturel Jules Verne »,, puis il est renommé en juillet 2015 en « Institut Français du Turkménistan ». En 2015, c'est le seul centre culturel européen à Achgabat. Cet établissement dispense des cours de français, planifie et met en place des activités culturelles comme des expositions photos, des pièces de théâtre, des projections de films etc,.
En 1994, une mission de fouille archéologique franco-turkmène est fondé, avec les fouilles de Geoktchik depe, au sud-ouest du pays, et dans les années 2012 sur le site protohistorique d'Ulug Dépé financé par Bouygues,.

## Ressortissants
La communauté française au Turkménistan s'établit à 377 résidents pour 2014. De manière générale le chiffre des ressortissants français au Turkménistan est fluctuant car dépendant principalement de l'obtention des marchés publics par la principale entreprise française dans le pays : Bouygues Turkmène.
En 2006, 80% des expatriés français, soit 150 à 170 personnes, étaient des salariés de Bouygues.
La communauté turkmène en France s'établit à 100 résidents en 2010, 113 en 2012 et 138 en 2013. Par ailleurs, les visas délivrés sont très majoritairement pour de court séjour et varie entre 400 à 1200 chaque année.

## Visites
Les visites des chefs d'États ont été plutôt rares. La plupart des visites bilatérales ont eu lieu entre les ministres des affaires étrangères des deux pays.

### Visites de chef d'États
Le chef d'État turkmène, Saparmurat Niyazov, en France à eu lieu en mai 1993, à titre privé,, lors de cette visite le président turkmène offre au président français, François Mitterrand, un cadeau de valeur : le cheval Gend Jim de race Akhal-Teké, qui donne lieu à une affaire.
Le président français François Mitterand se rend en visite à Ashgabat le 27 avril 1994,. C'est la première visite d'un chef d'État occidental au Turkménistan.
En septembre 1996 Saparmurat Niyazov vient de nouveau en visite en France, cette fois en visite officielle, ce qui constitue la première visite officielle d'un chef d'État turkmène en France,.
En février 2010, son successeur, le président turkmène Gurbanguly Berdimuhamedow, est aussi venu en visite officiel en France,.

### Visites de ministre
Laurent Fabius, alors ministre des affaires étrangères français, dans le cadre de visites aux pays d'Asie centrale (Kazakhstan, Ouzbékistan et Turkménistan) se rend le 2 mars 2013 à Ashgabat pour resserrer les liens économiques entre ces pays et la France. Il reçoit ensuite Rachid Meredov, ministre des affaires étrangères turkmène (en), en France le 17 juillet 2015. Le 29 mars 2017, le premier ministre français, Jean-Marc Ayrault, s'entretient avec Vepa Hajiyev, premier vice-ministre turkmène des affaires étrangères, dans le cadres des 25 ans des relations France-Turkménistan.
Le secrétaire d'État du MAE français, Jean-Baptiste Lemoyne, se rend à Ashgabat en avril 2019 et est reçu par le ministre des affaires étrangères turkmène, Rachid Meredov.

### Autres visites
L'ancien président Gurbanguly Berdimuhamedow à rencontré le président français Emmanuel Macron lors d'un voyage les 5 et 6 mai 2025. L'agence turkméne de presse contrôlée par l'État à dit que cela a débouché sur « d'importants documents bilatéraux visant à développer la coopération entre les deux pays. »,. Lors de son voyage Gurbanguly Berdimuhamedow a assisté à un forum économique turkmène-français en présence de dirigeants de grandes entreprises françaises, et il a affirmé que le Turkménistan est ouvert aux affaires.